# Svizzera ai campionati europei di corsa in montagna
La nazionale svizzera di corsa in montagna è la squadra che rappresenta la Svizzera ai Campionati europei di corsa in montagna.
I membri della nazionale sono suddivisi  in quattro categorie, maschile assoluti, maschile U20M, femminile assolute e femminile U20W. Per tutte queste quattro categorie è poi prevista una classifica individuale per Nazioni che tiene conto del piazzamento dei migliori rappresentanti per ogni nazionale. I titoli continentali per le categorie U20M e U20W si sono disputati per la prima volta a partire dall`anno 2007.
Dal 1995 al 2001, la competizione aveva il nome di European Mountain Running Trophy. A partire dal 2002 compreso ha poi preso il nome ufficiale di European Mountain Running Championship.

## Campionati europei

### Maschili assoluti
| Anno                                 | Rango e nome dell`atleta                                                              | Classifica a squadre |
| Edizione 1 1995 Vallerague           | 8. Toni Walker 10. Martin Sigrist 15. Thomas Engeli 19. Woody Schoch                  | 4. SUI               |
| Edizione 2 1996 Llanberis            | -                                                                                     | -                    |
| Edizione 3 1997 Ebensee              | 18. Martin Von Känel 24. Toni Walker 25. Martin Sigrist 40. Erwin Müller              | 7. SUI               |
| Edizione 4 1998 Sestriere            | 17. Eric Kropf 28. Alexis Gex-Fabry 41. Andrea Erni 71. Woody Schoch                  | 10. SUI              |
| Edizione 5 1999 Bad Kleinkirchheim   | 9. Andrea Erni 11. Karl Jöhl 12. Alexis Gex-Fabry                                     | 2. SUI Argento       |
| Edizione 6 2000 Miedzyggorze         | -                                                                                     | -                    |
| Edizione 7 2001 Cerklje              | 10. Alexis Gex-Fabry 24. Martin Von Känel 25. Erwin Müller 28. Stefan Holzer          | 5. SUI               |
| Edizione 8 2002 Camara de Lobos      | 1. Alexis Gex-Fabry 21. Georges Volery 25. Jerome Krayenbühl 48. Stefan Holzer        | 5. SUI               |
| Edizione 9 2003 Trento               | 6. Alexis Gex-Fabry 12. Toni Jöhl 32. Tarcis Ancay                                    | 6. SUI               |
| Edizione 10 2004 Korbielow           | 8. Alexis Gex-Fabry 21. Tarcis Ancay 22. Sebastien Epiney 45. Stephane Joly           | 3. SUI Bronzo        |
| Anno                                 | Rango e nome dell`atleta                                                              | Classifica a squadre |
| Edizione 11 2005 Heiligenblut        | 11. Alexis Gex-Fabry 16. Toni Jöhl 27. Jacques Krähenbühl 36. Bruno Heuberger         | 5. SUI               |
| Edizione 12 2006 Male Svatonovice    | 14. Bruno Heuberger 27. Sebastien Epiney 45. Georges Volery DNF Turati Silvano        | 9. SUI               |
| Edizione 13 2007 Cauterets           | 5. Sebastien Epiney 30. Georges Volery 50. Gilles Bailly                              | 9. SUI               |
| Edizione 14 2008 Zell am Harmersbach | 41. Georges Volery 42. Gabriel Lombriser                                              | -                    |
| Edizione 15 2009 Telfes              | 3. Sebastien Epiney 18. Stephan Wenk 24. Andy Sutz 51. Kaspar Grünig                  | 4. SUI               |
| Edizione 16 2010 Sapareva Banya      | 32. Stephan Wenk 48. Gilles Bailly 58. Stefan Haldimann                               | 13. SUI              |
| Edizione 17 2011 Bursa Uludag        | 9. David Schneider                                                                    | -                    |
| Edizione 18 2012 Denizli Pamukkale   | 12.Christian Mathys                                                                   | -                    |
| Edizione 19 2013 Borovets            | 10. David Schneider 27. Daniel Lustenberger 33. Pascal Egli 50. Fabian Kuert          | 7. SUI               |
| Edizione 20 2014 Gap                 | 21. Daniel Lustenberger 34. Pascal Egli 37. Stephan Wenk 42. Emmanuel Lattion         | 9. SUI               |
| Anno                                 | Rango e nome dell`atleta                                                              | Classifica a squadre |
| Edizione 21 2015 Porto Moniz         | 2. David Schneider 10. Pascal Egli 15. Daniel Lustenberger 22. Christian Mathys       | 3. SUI Bronzo        |
| Edizione 22 2016 Arco                | 8. Christian Mathys 14. Daniel Lustenberger 22. David Schneider 37. Alexandre Jodidio | 5. SUI               |
| Edizione 23 2017 Kamnik              | 12. Jonathan Schmid 22. Stefan Lustenberger 25. Pascal Egli 34. Daniel Lustenberger   | 4. SUI               |

#### Medagliere individuale maschile
La tabella è preordinata secondo l`ordine alfabetico, ma è possibile ordinare i dati secondo qualunque colonna, come ad esempio il numero totale di medaglie d'oro o il numero totale di medaglie complessive. Per ordinare secondo numero di medaglie d'oro, numero di medaglie d'argento, numero di medaglie di bronzo (come fatto in via ufficiosa dal CIO e dalla maggior parte delle emittenti televisive) occorre ordinare prima la colonna dei bronzi, poi degli argenti, poi degli ori (cliccando due volte perché il primo click del mouse ordina in maniera crescente).
| Atleta           | Oro | Argento | Bronzo | Totale |
| ---------------- | --- | ------- | ------ | ------ |
| Alexis Gex-Fabry | 1   | 0       | 0      | 1      |
| David Schneider  | 0   | 1       | 0      | 1      |
| Epiney Sebastien | 0   | 0       | 1      | 1      |

#### Medagliere a squadre maschile
| Squadra  | Oro | Argento | Bronzo | Totale |
| -------- | --- | ------- | ------ | ------ |
| Svizzera | 0   | 1       | 2      | 3      |

### Maschile U20M
Titolo assegnato a partire dal 2007.
| Anno                                 | Rango e nome dell`atleta                                                      | Classifica a squadre |
| Edizione 13 2007 Cauterets           | 10. Augustin Salamin 11. Pasca Egli 20. David Guignard                        | 4. SUI               |
| Edizione 14 2008 Zell am Harmersbach | 8. Candide Pralong 18. Alessandro Beck 26. Augustin Salamin                   | 4. SUI               |
| Edizione 15 2009 Telfes              | 3. Candide Pralong 12. Augustin Salamin 24. Robert Udriot 29. Vasco Bolis     | 4. SUI               |
| Edizione 16 2010 Sapareva Banya      | 20. Robert Udriot 23. Jeremy Hunt 45. Jean-Baptiste Salamin 49. Nathan Bender | 9. SUI               |
| Edizione 17 2011 Bursa Uludag        | 9. Jean-Baptiste Salamin 16. Daniel Lustenberger                              | -                    |
| Edizione 18 2012 Denizli Pamukkale   | -                                                                             | -                    |
| Edizione 19 2013 Borovets            | 5. Stefan Lustenberger                                                        | -                    |
| Edizione 20 2014 Gap                 | -                                                                             | -                    |
| Edizione 21 2015 Porto Moniz         | -                                                                             | -                    |
| Edizione 22 2016 Arco                | 18. Roberto Delorenzi                                                         | -                    |
| Anno                                 | Rango e nome dell`atleta                                                      | Classifica a squadre |
| Edizione 23 2017 Kamnik              | 16. Fabian Fux 25. Maxime Trombert 30. Simon Gremaud 32. Kilian Granger       | 7. SUI               |

#### Medagliere individuale U20M
Per ragioni di età (tra gli U20M si rimane solo alcuni anni) vengono elencati solo gli atleti che hanno vinto almeno 2 medaglie. Per il momento nessuno è riuscito nell`impresa.
| Atleta | Oro | Argento | Bronzo | Totale |
| ------ | --- | ------- | ------ | ------ |
| -      | 0   | 0       | 0      | 0      |

#### Medagliere a squadre U20M
| Squadra  | Oro | Argento | Bronzo | Totale |
| -------- | --- | ------- | ------ | ------ |
| Svizzera | 0   | 0       | 0      | 0      |

### Femminile assolute
| Anno                                 | Rango e nome dell`atleta                                                            | Classifica a squadre |
| Edizione 1 1995 Vallerague           | 1. Eroica Spiess 2. Cristina Moretti 3. Carolina Reiber                             | 1. SUI Oro           |
| Edizione 2 1996 Llanberis            | -                                                                                   | -                    |
| Edizione 3 1997 Ebensee              | 1. Eroica Spiess 3. Isabella Moretti 23. Ursula Albrecht                            | 1. SUI Oro           |
| Edizione 4 1998 Sestriere            | -                                                                                   | -                    |
| Edizione 5 1999 Bad Kleinkirchheim   | -                                                                                   | -                    |
| Edizione 6 2000 Miedzyggorze         | -                                                                                   | -                    |
| Edizione 7 2001 Cerklje              | 15. Eroica Spiess 27. Colette Borcard 33. Monika Grüter 36. Mireille Guggenbühl     | 8. SUI               |
| Edizione 8 2002 Camara de Lobos      | 19. Colette Borcard                                                                 | -                    |
| Edizione 9 2003 Trento               | 6. Daniela Gassmann 19. Fabiola Rueda Oppliger 30. Daniela Lehmann 37. Claudia Riem | 5. SUI               |
| Edizione 10 2004 Korbielow           | 11. Angeline Joly 15. Daniela Lehmann 25. Claudia Riem                              | 5. SUI               |
| Anno                                 | Rango e nome dell`atleta                                                            | Classifica a squadre |
| Edizione 11 2005 Heiligenblut        | 3. Angeline Joly 6. Nathalie Etzensberger 35. Claudia Riem 39. Eroica Spiess        | 4. SUI               |
| Edizione 12 2006 Male Svatonovice    | 21. Fabiola Rueda Oppliger 24. Nathalie Etzensperger 29. Linda Soldini              | 8. SUI               |
| Edizione 13 2007 Cauterets           | 4. Martina Strähl 5. Angeline Joly 8. Bernadette Meier 40. Fabiola Rueda Oppliger   | 1. SUI Oro           |
| Edizione 14 2008 Zell am Harmersbach | 6. Bernadette Meier 20. Maya Chollet 57. Fabiola Rueda Oppliger                     | 7. SUI               |
| Edizione 15 2009 Telfes              | 1. Martina Strähl 6. Bernadette Meier 12. Claudia Helfenberger 35. Maya Chollet     | 2. SUI Argento       |
| Edizione 16 2010 Sapareva Banya      | 24. Claudia Helfenberger                                                            | -                    |
| Edizione 17 2011 Bursa Uludag        | 1. Martina Strähl 8. Bernadette Meier 29. Angela Riedo-Haldimann                    | 3. SUI Bronzo        |
| Edizione 18 2012 Denizli Pamukkale   | 1. Monika Fürholz                                                                   | -                    |
| Edizione 19 2013 Borovets            | 8. Bernadette Meier 9. Martina Strähl 19. Angela Riedo-Haldimann 22. Monika Fürholz | 2. SUI Argento       |
| Edizione 20 2014 Gap                 | 5. Maude Mathys                                                                     | -                    |
| Anno                                 | Rango e nome dell`atleta                                                            | Classifica a squadre |
| Edizione 21 2015 Porto Moniz         | -                                                                                   | -                    |
| Edizione 22 2016 Arco                | -                                                                                   | -                    |
| Edizione 23 2017 Kamnik              | 1. Maude Mathys                                                                     | -                    |

#### Medagliere individuale femminile
La tabella è preordinata secondo l`ordine alfabetico, ma è possibile ordinare i dati secondo qualunque colonna, come ad esempio il numero totale di medaglie d'oro o il numero totale di medaglie complessive. Per ordinare secondo numero di medaglie d'oro, numero di medaglie d'argento, numero di medaglie di bronzo (come fatto in via ufficiosa dal CIO e dalla maggior parte delle emittenti televisive) occorre ordinare prima la colonna dei bronzi, poi degli argenti, poi degli ori (cliccando due volte perché il primo click del mouse ordina in maniera crescente).
| Atleta           | Oro | Argento | Bronzo | Totale |
| ---------------- | --- | ------- | ------ | ------ |
| Angeline Joly    | 0   | 0       | 1      | 1      |
| Carolina Reiber  | 0   | 0       | 1      | 1      |
| Cristina Moretti | 0   | 1       | 0      | 1      |
| Eroica Spiess    | 1   | 0       | 0      | 1      |
| Martina Strähl   | 2   | 0       | 0      | 2      |
| Maude Mathys     | 1   | 0       | 0      | 1      |
| Monika Fürholz   | 1   | 0       | 0      | 1      |

#### Medagliere a squadre femminile
| Squadra  | Oro | Argento | Bronzo | Totale |
| -------- | --- | ------- | ------ | ------ |
| Svizzera | 3   | 2       | 1      | 6      |

### Femminile U20W
Titolo assegnato a partire dal 2007.
| Anno                                 | Rango e nome dell`atleta | Classifica a squadre |
| Edizione 13 2007 Cauterets           | -                        | -                    |
| Edizione 14 2008 Zell am Harmersbach | -                        | -                    |
| Edizione 15 2009 Telfes              | -                        | -                    |
| Edizione 16 2010 Sapareva Banya      | 23. Geraldine Bach       | -                    |
| Edizione 17 2011 Bursa Uludag        | -                        | -                    |
| Edizione 18 2012 Denizli Pamukkale   | -                        | -                    |
| Edizione 19 2013 Borovets            | -                        | -                    |
| Edizione 20 2014 Gap                 | -                        | -                    |
| Edizione 21 2015 Porto Moniz         | 19. Celine Aebi          | -                    |
| Edizione 22 2016 Arco                | -                        | -                    |
| Anno                                 | Rango e nome dell`atleta | Classifica a squadre |
| Edizione 23 2017 Kamnik              | 27. Shelly Schenk        | -                    |

#### Medagliere individuale U20W
Per ragioni di età (tra gli U20W si rimane solo alcuni anni) vengono elencate solo le atlete che hanno vinto almeno 2 medaglie. Per il momento nessuna è riuscita nell`impresa.
| Atleta | Oro | Argento | Bronzo | Totale |
| ------ | --- | ------- | ------ | ------ |
| -      | 0   | 0       | 0      | 0      |

#### Medagliere a squadre U20W
| Squadra  | Oro | Argento | Bronzo | Totale |
| -------- | --- | ------- | ------ | ------ |
| Svizzera | 0   | 0       | 0      | 0      |